# 32. Kurentovanje (1992)
Kurentovanje 1992 je bil dvaintrideseti uradni ptujski karneval, 1. marca, na pustno nedeljo.
Letos je bil izpeljan samo etnografski del. Kurentovanje je bilo letos izjemoma načrtno omejeno samo na naslednje štiri trge oziroma ulice; Mestni trg, Mestna tržnica, Slovenski trg in Trstenjakova ulica na katerih so nastopali narodnozabavni ansambli. Posledica tega, da je bil prostor že tako močno omejen in še dodatno pomanjkanje zaradi odrov, je bila velika gneča, kar je povzročilo veliko nejevolje med gledalci, saj so zato imeli še slabši pogled na vse maske. Klasičnega karnevala sicer ni bilo, so pa skromno zastopane karnevalske maske, ki so se potegovale za nagrado, sicer naredile manjši sprevod v krogu že prej štirih omenjenih trgov. 
Sicer je to kurentovanje zaznamoval razkol med kurenti, saj so številni kurenti, člani Smučarskega kluba Ptuj nastopili na OI v Albertvillu, in niso utegnili hkrati nastopiti tudi na Ptuju. Zaradi tega so prvi fašenk v Markovcih, predviden za 3. marec, prestavili za dva dni nazaj, na isti termin kot Ptujsko kurentovanje. To je povzročilo bojkot Markovških korantov na Ptuju. A ptujske organizatorje je vseeno presenetila udeležba skoraj 200 kurentov in Ptujskega polja in Haloz. Sicer je pa pred res številnimi gledalci nastopilo 500 etnografskih mask.
Obiskovalci so si lahko oddahnili saj vstopnine, ki je bila vrsto let jabolko spora, letos ni bilo. Tisti, ki pa so želeli, so lahko kupili robčke z likom kurenta in jih podarili tistim kurentom, ki so se borili za Zlati zvonec Ptuj. Organizatorji so napovedali, da bodo v prihodnje na Ptuju gostili samo karneval smeha in veselja, folklorne (etnografske) maske pa bi hodili gledat v vasi kot so Zabovci, Markovci, Videm pri Ptuju, a se to k sreči ni nikoli uresničilo. 

## Ostale prireditve
Tudi najmlajši so na pustni ponedeljek imel otroško maškerado v ptujski Mladiki. Na pustni torek pa še mladinska povorka pred mestno hišo.

## Spored

### Popoldanski prikaz etnograskih likov na 4 trgih
Stoječ prikaz (in ne klasična povorka) se je zgodil ob 14. uri na štirih različnih mestnih trgih:
- Orači in kurenti (Lancova vas)
- Orači in pokači (Podlehnik)
- Ploharji (Cirkovci)
- Folklorna skupina (Šentanel Prevalje)
- Haloški Jürek (Dolena)
- Folklorna skupina (Lovrenc na Pohorju)
- Folklorna skupina Podlasje (iz Bele Podlaske, Poljska)
- Pogrebci (Hajdoše)
- Turistično društvo "Legradske Podujale" (Koprivnica)
- Koranti in kurenti (Haloze, Ptujsko polje)
- Pustovi (Kobarid)
- Pihalna godba (Ptuj)
- Velika fina coprnica (Cerkno)
- Butalski parlament (OŠ Mladika)

## Nagrade
Prve nagrade med skupinami z več kot 10 maskami, zaradi neizpolnjevanja kriterijev sploh niso podelili. 

### Skupine v več kot 10 maskami
|            | Skupine                                                          | Denarna nagrada |
| ---------- | ---------------------------------------------------------------- | --------------- |
| 1. nagrada | Prva nagrada ni bila podeljena (vsi pogoji niso bili izpolnjeni) | 15.000 tolarjev |
| 2. nagrada | »Butalski parlament« (OŠ Mladika)                                | 10.000 tolarjev |
| 3. nagrada | »Pihalna godba« (Ptuj)                                           | 5.000 tolarjev  |

### Skupine z manj kot 10 mask
|            | Skupine          | Denarna nagrada |
| ---------- | ---------------- | --------------- |
| 1. nagrada | »Pikapolonica«   | 5.000 tolarjev  |
| 2. nagrada | »Omanovi kravi«  | 3.000 tolarjev  |
| 3. nagrada | »Siamska klovna« | 2.000 tolarjev  |

## Manjši krog karnevalski mask po 4 trgih
- Slovenski trgi (zbor) – Murkova – Mestni trg – Lackova – Trstenjakova – Upravna enota Ptuj – Mestna tržnica – Miklošičeva – Mestni trg (konec)

## Bližnji etnografski fašenki

### V okolici Ptuja
| #  | Povorka  | Dan                                                | Od   |
| -- | -------- | -------------------------------------------------- | ---- |
| 1. | Markovci | pustna nedelja (prvotno predviden na pustni torek) | 1992 |